# Шотт, Каспар
Каспар Шотт (также — Гаспар Шотт; нем. Caspar Schott, 5 февраля 1608, Бад-Кёнигсхофен-им-Грабфельд — 22 мая 1666, Вюрцбург) — немецкий математик и физик.

## Жизнеописание
По вступлении в орден иезуитов был назначен учителем морали и математики в Палермо, а позднее — профессором математики в гимназию своего ордена в Вюрцбурге. Результатом преподавательской деятельности Шотта был «Cursus mathematicus, sive absoluta omnium mathematicarum disciplinarum encyclopaedia, in libros XXVIII digesta» (Бамберг, 1661; 3-е изд., 1677). В этот обширный курс входят: арифметика, геометрия, тригонометрия, алгебра, учение о логарифмах, астрономия, астрология, хронография, хорография, гидрография, статика, гидростатика, гидротехника, механика, катоптрика, диоптрика, военная архитектура, военная тактика, музыка и многие др. дисциплины.
В своем другом, вышедшем уже после смерти автора, математическом сочинении «Organum mathematicum» (1668) Шотт дал описание усовершенствования, сделанного им в палочках Непера. Математике были посвящены ещё следующие сочинения Шотта: «Mathesis caesarea sive Amussis Ferdinandea ad problemata universae matheseos» (Monachii, 1651; 2-е изд., Бамберг, 1662); «Pantometrum Kircherianum, hoc es Instrumentum geometricum novum, a clarissimo viro A. Kirchero antehac inventum etc.» (1660) и «Arithmetica practica generalis act specialis» (1663). Второе из этих сочинений по содержащимся в нём библиографическим сведениям и описанию уровней представляет несомненный интерес для истории топографии. Из сочинений Шотта по физике обращают на себя внимание следующие: «Magia universalis naturae et artis etc.» (1657; на немецком языке, Бамберг, 1671; 2-е изд., Франкфурт, 1677), в 1-й части которого автор дает наставления для приготовления катоптрических анаморфоз, то есть превращений карикатурных изображений в правильные при помощи конического или цилиндрического зеркала. «Mechanica hydraulico-pneumatica etc.» (Вюрцбург, 1657). В этом сочинении было впервые помещено с согласия изобретателя Отто фон Герике описание воздушного насоса: «Technica curiosa sive Mirabilia artis, libris XII comprehensis» (1664), содержащая интересные сведения о водолазном колоколе. Кроме того, написал: «Physica curiosa sive Mirabilia naturae et artis libris XII comprehensa» (1662; 3-е изд., 1697); «Anatomia physico-hydrostatica fontium ac fluminum etc.» (1663); «Schola steganographica» (1665); «Jocoseriorum naturae et artis Cent. III» (1666)